# Чан (Румунія)
Чан (рум. Cean) — село у повіті Сату-Маре в Румунії. Входить до складу комуни Сеука.
Село розташоване на відстані 433 км на північний захід від Бухареста, 47 км на південний захід від Сату-Маре, 110 км на північний захід від Клуж-Напоки.

## Населення
За даними перепису населення 2002 року у селі проживали 338 осіб.
Національний склад населення села:
| Національність | Кількість осіб | Відсоток |
| -------------- | -------------- | -------- |
| румуни         | 235            | 69,5 %   |
| угорці         | 54             | 16,0 %   |
| цигани         | 49             | 14,5 %   |

Рідною мовою назвали:
| Мова      | Кількість осіб | Відсоток |
| --------- | -------------- | -------- |
| румунська | 237            | 70,1 %   |
| угорська  | 54             | 16,0 %   |
| циганська | 47             | 13,9 %   |